# Xylotrechus paulocarinatus
Xylotrechus paulocarinatus är en skalbaggsart som beskrevs av Maurice Pic 1930. Xylotrechus paulocarinatus ingår i släktet Xylotrechus och familjen långhorningar. Inga underarter finns listade i Catalogue of Life.